# St. George Dragons
Les  St. George Dragons  sont un ancien club australien professionnel de rugby à XIII basé à Sydney en Nouvelle-Galles du Sud.

## Historique
Les Dragons de St. George sont fondés en 1908, mais leur candidature à la ligue professionnelle de Sydney (NSWRL) est rejetée et ils doivent initialement se contenter de rencontres dans des championnats de moindre qualité. C’est finalement en 1921 qu’ils intègrent le championnat professionnel de la New South Wales Rugby League. Les couleurs choisies sont celles du drapeau de l’Angleterre, le blanc et le rouge, dont Georges est le saint patron. Quant au nom, il s’attache également à la légende de saint Georges qui tua un dragon qui tyrannisait la région de Beyrouth. Dans les années 1930, les joueurs du club sont d’ailleurs surnommés « Dragon Slayers », c’est-à-dire « tueurs de dragon ». En 1935, ils établissent le plus gros score de l’histoire du rugby à XIII professionnel australien à ce jour avec une victoire 91-6 contre les Canterbury Bulldogs.
C’est en 1941 que l’équipe remporte son premier titre face à Eastern Suburbs. Mais c’est surtout dans les années 1950 et 1960 que la légende des Blanc et Rouge se bâtit avec 11 titres consécutifs (1956-1966). Les deux derniers titres datent de 1977 et 1979. C’est au Jubilee Oval, devenu par la suite Kogarah Oval, à Kogarah, dans le sud de Sydney, qu’ils remportent leurs triomphes.
Trois finales perdues dans les années 1990 ne permettront pas aux Dragons de retrouver leur lustre d’antan. La restructuration du rugby à XIII professionnel entraîne leur fusion avec les Illawarra Steelers et la formation des St. George Illawarra Dragons.
Des équipes de cadets et de juniors perpétuent le nom glorieux des Dragons dans les compétitions de Sydney.

## Palmarès
- Championnat d'Australie (New South Wales Rugby League, Australian Rugby League)
  - Vainqueur (15) : 1941, 1949, 1956, 1957, 1958, 1959, 1960, 1961, 1962, 1963, 1964, 1965, 1966 (soit 11 titres d'affilée), 1977, 1979
  - Deuxième (12) : 1927 1930, 1933, 1942, 1946, 1953, 1971, 1974, 1985, 1992, 1993, 1996
  - Vainqueur de la saison régulière (Minor premiership) (15) : 1928, 1946, 1956 à 1960, 1962 à 1967, 1979, 1985

## Joueurs emblématiques du club
Les Dragons ont compté certains des plus grands joueurs de l’histoire. Cinq d’entre eux figurent dans « l’équipe du siècle » choisie en 2008 par la NRL : Frank Burge, Norm Provan, Reg Gasnier (le père de Mark Gasnier), Johnny Raper, Michael O'Connor et Graeme Langlands.
Une cinquantaine de Dragons ont été sélectionnés en équipe nationale d’Australie.